# Обмовка за Фройдом
Обмовка за Фройдом — обмовка, здійснена внаслідок втручання несвідомого приглушеного бажання. Явище було описано   Зигмундом Фройдом в дослідженні «Психопатологія повсякденного життя» (1901). Разом з незначними несвідомими одруками й машинальними діями охоплюється терміном парапраксис.
Фройд припускав, що на вигляд незначні і безглузді помилкові дії насправді є наслідками реалізації несвідомих бажань.
Фройд розділяв помилкові дії на чотири групи:
- обмовки,  одруки, мондеґріни;
- забування (забування імен, чужих слів, своїх намірів, вражень);
- «затирання» і «заховування» речей;
- «помилкові» дії.[1]

Незважаючи на зовнішню безглуздість і невинність, Фройд заперечував тривіальність таких дій, розглядаючи їх як значиме в психологічному плані явище — зовнішній прояв недозволених  підсвідомих конфліктів і витіснених бажань. Як і в сновидіннях, Фройд бачив в парапраксисах потенційну «дорогу» до таємниць  несвідомого.
Не всі помилкові дії легко зрозуміти, проте в ході аналітичної роботи з пацієнтом іноді вдається зробити припущення про те, який насправді зміст його, навіть найзаплутаніших, помилкових дій. А помилкові дії пацієнта (наприклад, забування часу сеансу або оплати лікування) дозволяють аналітику і пацієнту отримати важливі відомості про  опір і  трансфе́р.